# چیلسیتو
چیلسیتو (به اسپانیایی: Chilecito) شهری در کشور آرژانتین، ایالت لاریوخا است که در سال ۲۰۰۹ میلادی، حدود ۲۹٬۴۵۳ نفر جمعیت داشته است.